# 海乳草属
海乳草属（学名：Glaux）是报春花科下的一个属，为盐生植物，稍肉质草本。该属仅有海乳草（Glaux maritima）一种，分布于北温带海岸。